# San Girolamo della Carità
San Girolamo della Carità (lateinisch Sancti Hieronymi a Caritate in via Iulia) ist eine Kirche in Rom. Sie ist zudem Titeldiakonie der römisch-katholischen Kirche und beherbergt zwei bedeutende Kapellen des Barock sowie weitere Kunstwerke.

## Lage
Die Kirche liegt im VII. römischen Rione Regola etwa 70 Meter nordwestlich des Palazzo Farnese.

## Geschichte und Baugeschichte
Ihren Namen hat die Kirche daher, dass sie Bruderschaftskirche der Erzbruderschaft der Mildtätigkeit (ital. della Carità) ist. Diese Bruderschaft wurde 1524 von Papst Clemens VII. zur Kranken- und Armenpflege gegründet. Der Vorgängerbau des heutigen Bauwerkes war erster römischer Aufenthaltsort Philipp Neris vor seinem Umzug zur Kirche Santa Maria in Vallicella auf päpstlichen Befehl.
Der jetzige Bau entstand nach einem Brand des Vorgängerbaues von 1654 bis 1660, Architekt war Domenico Castelli. Die Fassade wurde von Carlo Rainaldi geschaffen.

## Äußeres
Die reiche Fassade ist eine klassische Fassade im Stil des römischen Hochbarocks. Sie ist zweistöckig, das untere Geschoss ist durch ein abgestuftes Programm von Doppelpilastern mit Kapitellen korinthischer Ordnung jeweils links und rechts des Portales dreigeteilt. In die zwischen den seitlichen Eckpilastern verbleibenden Flächen sind Blindfenster eingestellt. Die Pilaster tragen einen verkröpften Architrav, der im Mittelteil über dem Portal das Rundbogenmotiv der Portalädikula übernimmt. Das Obergeschoss wiederholt im Mittelteil das Programm des mittleren Teils des Untergeschosses, die Pilaster tragen nunmehr Kompositkapitelle. Das Motiv des Portals wird im Rundbogenfenster des oberen Geschosses wiederholt, dieses wird von einem durchbrochenen Dreiecksgiebel überwölbt. Anstelle der entfallenen Seitenteile wird der Aufbau von Voluten flankiert. Ein abermals durchbrochener Dreiecksgiebel krönt die Fassade, durch die abermalige Einfügung eines Rundbogens in den Giebel entsteht der in sich stimmige Eindruck der Fassade.

## Inneres
Der kleine Bau ist über einen kreuzförmigen Grundriss einschiffig errichtet, jeweils links und rechts des Langhauses und des Hochaltares öffnen sich insgesamt sechs Seitenkapellen, zwei davon sind kunstgeschichtlich bedeutend. Die kassettierte, hölzerne Decke der Kirche wurde wahrscheinlich um 1587 gearbeitet und entstammt damit noch dem Vorgängerbau.
Die Kirche enthält noch ein Grabmal für M. Acuto, geschaffen von Pietro da Cortona im linken Querhausarm.
Der Hochaltar wurde nach Entwürfen von Carlo Rainaldi ausgeführt, das Altarbild von Domenichino mit der Darstellung der Kommunion des Hl. Hieronymus befindet sich heute in der vatikanischen Pinakothek und wurde durch eine Kopie ersetzt.

### Capella Spada
Die Capella Spada ist die erste auf der rechten Seite. Es ist nicht ganz geklärt, wer sie errichtet hat. Die ältere Literatur ging von Borromini aus, nach Quellenfunden kann sie auch von Virgilio Spada errichtet worden sein. Im Gegensatz zu sonstigen barocken Seitenkapellen verzichtet sie auf eine Balustrade zur Abgrenzung zum Langhaus, zwei Engel halten stattdessen ein Tuch. Ungewöhnlich ist auch die Bedeckung der Wände mit ornamentierten Elementen verschiedenfarbigen Marmors, hier ist evtl. ein Bezug zu neapolitanischen Vorbildern denkbar. Die hier angebrachten Bilder und Reliefs – teilweise von Ercole Ferrata bzw. Cosimo Fancelli – hängen lediglich an Haken in der Wand. Sie werden nicht, wie üblich, von der Architektur der Kapelle eingefasst. Zusammen mit den Sitzbänken, auf denen zwei Mitglieder der Familie Spada abgebildet sind, und den lediglich einfach aufgestellten Urnen der hier beigesetzten Familienmitglieder ergibt sich der „Eindruck eines privaten Gemachs, das eher wie ein Wohnzimmer als wie eine Kapelle wirkt“.

### Capella Antamoro

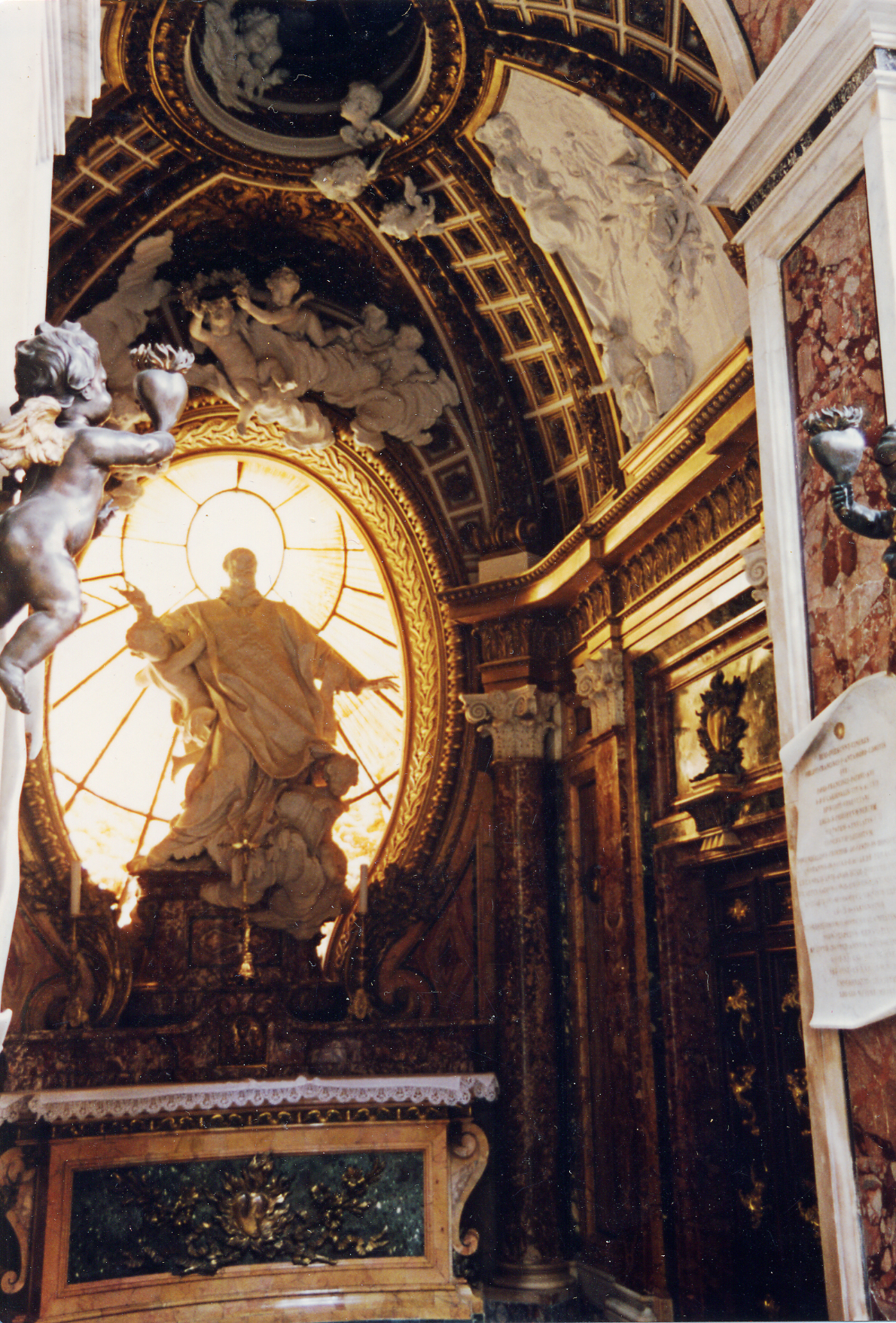
Die Capella Antamoro

Die Capella Antamoro, links des Hochaltars, ist das einzige römische Werk von Filippo Juvara, der später, ab 1725, zum Architekten des Petersdoms ernannt wurde. Begonnen 1708, wurde sie 1710 als Grabkapelle der Familie Antamoro fertiggestellt. Der rechteckige Grundriss wurde von Juvara ungewöhnlich ausgefüllt: Er stellte die Ecksäulen mit konvexen Basen diagonal in den Raum und errichtete über einem in den Ecken gerundeten Architrav eine fast ganz ovale Kuppel mit diagonalen und kassettierten Rippen. Der Altar ist ebenfalls konvex gestaltet, so dass der Raumeindruck einer Ellipse entsteht. Das große Ovalfenster hinter der Figur des Hl. Filippo Neri, dem die Kapelle auch geweiht ist, setzt dessen Statue wirkungsvoll in Szene. Die gesamte Kapelle ist mit vielfarbigem Marmor verkleidet und mit Blattvergoldung verziert, im Gewölbe mit reichem Stuckdekor ausgestattet. Grundmann sieht in der Grundstruktur eine Anlehnung an Michelangelos Capella Sforza in Santa Maria Maggiore, in der Verwendung des farbigen Marmors Parallelen zu den Arbeiten des Lehrers von Juvara, Carlo Fontana, sowie in der figürlichen Ausgestaltung solche zu Bernini.

## Kardinaldiakone
Liste der Kardinaldiakone von San Girolamo della Carità

## Öffnungszeiten
Die Kirche ist von 08:00 bis 12:00 Uhr vormittags und von 16:00 bis 19:00 Uhr nachmittags geöffnet. Der heutige Zugang erfolgt nicht über das Hauptportal, sondern über ein an der Via di San Girolamo della Carità gelegenes Seitenportal.